# Miłkowo (województwo wielkopolskie)
Miłkowo – wieś w Polsce położona w województwie wielkopolskim, w powiecie czarnkowsko-trzcianeckim, w gminie Lubasz.
Wieś usytuowana przy drodze Czarnków-Wronki, ok. 3 km na południe od Lubasza.

## Historia
Wieś pierwotnie związana była z Wielkopolską. Ma metrykę średniowieczną i istnieje co najmniej od końca XV wieku. Wymieniona w dokumencie zapisanym po łacinie z 1493 Mylcowo, 1500 Mylkowo, 1510 Mikovo, 1516 Myekowo, 1532 Mylcowa, 1565 Mielkowo Sthare et Młode.
Miejscowość była wsią szlachecką należącą do lokalnych wielkopolskich rodzin szlacheckich Lubaskich, Trąmpczyńskich, Włościejewskich. W 1493 leżała w powiecie poznańskim Korony Królestwa Polskiego, a w 1510 należała do parafii Lubasz.
W 1493 Wojciech Trąmpczyński otrzymał od swojego brata Macieja dobra po matce, a wśród nich części Miłkowa, Lubasza i Stojkowa. W XVI wieku wieś była opuszczona. W 1510 wieś odnotowana została jako miejscowość opustoszała, którą zamieniono w gaj. W 1516 Wojciech Trąpczyński zakupił za 280 grzywien od Jarosława Lubaskiego 1/4 Miłkowa oraz 1/4 Lubasza. W 1518 otrzymał on także od Benedykta Lubaskiego dalsze części opuszczone Miłkowa oraz część Lubasza. W 1532 oddał on swojej córce Jadwidze żonie Piotra Włościejewskiego opustoszałe Miłkowo oraz część Lubasza, zachowując jednocześnie prawo dożywotniego ich użytkowania. W 1565 Jakub Włościejewski zapisał żonie Dorocie Mylińskiej po 1000 złotych polskich posagu oraz wiana na połowie swych dóbr we wsiach Lubasz oraz opustoszałych Miłkowie Starym oraz Miłkowie Młodym. W 1565 Stanisław Włościejewski zapisał żonie Annie Kurskiej po 1000 złotych polskich posagu i wiana na połowie swych dóbr w Lubaszu oraz opustoszałych Miłkowie Starym oraz Miłkowie Młodym.
W wyniku II rozbioru Rzeczypospolitej w 1793, miejscowość przeszła w posiadanie Prus i jak cała Wielkopolska znalazła się w zaborze pruskim w granicach Wielkiego Księstwa Poznańskiego.
W II poł. XIX w. wieś Miłkowo posiadała 43 domy, które zamieszkiwało 338 mieszkańców (w tym: 178 ewangelików, 155 katolików oraz 5 osób wyznania mojżeszowego). Układ przestrzenny: wieś posiada historyczny układ przestrzenny wywodzący się najprawdopodobniej wydłużonego owalnie placu targowego. Oś historycznego założenia skierowana została w kierunku wschód-zachód. W kierunku północ-południe biegnie natomiast przez centrum założenia ważna komunikacyjnie droga Czarnków-Wronki i Szamotuły. Zabudowa: zabudowa stosunkowo zwarta, zagrody z reguły niewielkie, ustawione ciasno. Wieś posiada zachowaną licznie dawną zabudowę gospodarstw wiejskich. Domy mieszkalne – murowane, wzniesione w k. XIX w. i pocz. XX w., usytuowane przeważnie kalenicowo wzdłuż drogi, zachowane również pozostały dawne obiekty gospodarcze. Dominantą architektoniczną wsi pozostaje okazały budynek szkoły, wzniesiony na przełomie XIX/XX w. pośrodku rozszerzenia placowego.
W latach 1954–1959 wieś należała i była siedzibą władz gromady Miłkowo, po jej zniesieniu w gromadzie Lubasz. W latach 1975–1998 miejscowość administracyjnie należała do województwa pilskiego.

## Zabytki
W położonym ok. 1 km na południowy zachód Miłkówku (historycznie zwanym Miłkowo-Olędry) znajduje się niewielki (0,05 ha) cmentarz ewangelicki założony w XIX w. Obecnie nieczynny, zachowany pozostał czytelny zarys granic, pojedyncze dawne nagrobki i mogiły oraz starodrzew.
Źródło: Oficjalny artykuł o wsi Miłkowo - gm. Lubasz